# جامعة خاركوف التقنية الوطنية الزراعية
جامعة خاركوف التقنية الوطنية الزراعية مؤسسة تعليم عالي أوكرانية، (بالأوكرانية: Харківський національний технічний університет сільського господарства імені Петра Василенка) هي جامعة تقع في خاركيف أوبلاست، أوكرانيا. تأسست هذه الجامعة في سنة 1930